# Grierson Island
Grierson Island ist eine bis zu 50 m hohe Insel vor der Budd-Küste des ostantarktischen Wilkeslands. In der Gruppe der Balaena-Inseln liegt sie 2 km westsüdwestlich von Thompson Island.
Luftaufnahmen von den Balaena-Inseln erfolgten am 2. Februar 1947 im Zuge der US-amerikanischen Operation Highjump (1946–1947). Namensgeber der Insel ist John Grierson, Kommodore auf dem Fabrikschiff Balaena, von dem aus im Jahr 1947 die Budd- und die Knox-Küste kartiert wurden.